# Dimos Nisyros
Dimos Nisyros (Nisyros) är en kommun i Grekland.   Den ligger i prefekturen Nomós Dodekanísou och regionen Sydegeiska öarna, i den sydöstra delen av landet, 300 km sydost om huvudstaden Aten. Antalet invånare är 928. Dimos Nisyros ligger på ön Nísos Nísyros.